# کمیته‌های کنگره در بررسی ماجرای ایران-کنترا
مجلس نمایندگان ایالات متحده و سنای ایالات متحده در ژانویه ۱۹۸۷ کمیته‌هایی را برای تحقیق در مورد ماجرای ایران-کنترا تشکیل دادند. کمیته‌ها جلسات مشترکی برگزار کردند و گزارش مشترکی را صادر کردند. جلسات استماع از ۵ مه ۱۹۸۷ تا ۶ اوت ۱۹۸۷ برگزار شد و گزارش در نوامبر منتشر شد، با گزارش مخالف اقلیت که توسط شش نماینده جمهوری‌خواه کنگره و دو سناتور جمهوری‌خواه امضا شد.

## پروسه بررسی
کمیته‌ها در ژانویه ۱۹۸۷ تشکیل شدند و بر سر ضرب الاجل تحقیقات در ۷ اوت، زمانی که کنگره قرار بود به تعویق بیفتد، با چندین ماه دیگر برای تهیه گزارش نهایی موافقت کردند. به گفته یکی از شرکت کنندگان در این جلسات، کمیته سنا در همان ابتدا تصمیم گرفت که رئیس‌جمهور را تعقیب نکند، نه تنها به این دلیل که او خیلی مسن بود و توانایی ذهنی برای درک کامل اتفاقات رخ داده را نداشت و زمان بسیار کمی برای ریاست جمهوری باقی مانده بود، بلکه به دلیل اینکه سناتورها «صادقانه فکر می‌کردند که کشور به واترگیت دیگری نیاز ندارد. آنها فوراً امیدوار بودند که از یک بحران جلوگیری کنند.»
جلسات دادرسی از ۵ مه ۱۹۸۷ تا ۶ اوت ۱۹۸۷ برگزار شد. در طول جلسات استماع، نماینده هنری هاید از الیور نورث و جان پویندکستر که به کنگره دروغ می‌گفتند، دفاع کرد.
دو معترض در اعتراض به دخالت ادعایی ایالات متحده در تأمین مالی مواد مخدر در نیکاراگوئه وارد دادگاه شدند. این دو قبل از اینکه مجازات‌های سخت یک سال یا بیشتر برایشان صادر شود، اخراج شدند.
در طول جلسات استماع اولیه کنگره در اواخر سال ۱۹۸۶، قبل از تشکیل کمیته‌ها، نورث در تهیه یک گاهشماری گمراه کننده از ماجرای ایران-کنترا کمک کرد. یکی دیگر از اعضای شورای امنیت ملی این زمان را به کنگره ارائه کرد. هیئت منصفه نورث را به دلیل کمک و مشارکت در ممانعت از کار کنگره محکوم کرد. دادگاه استیناف برای دایره دی سی اعلام کرد که او می‌تواند به دلیل ایجاد مانع در تحقیقاتی که به‌طور رسمی آغاز نشده بود، محکوم شود، اما محکومیت او را لغو کرد زیرا از شهادتش در کمیته‌ها علیه او استفاده شده بود که مصونیت استفاده را نقض کرده بود.

## اعضا
|                      | اکثریت | اقلیت |
| -------------------- | --- | --- |
| اعضای سنا            | - دانیل اینویه، هاوایی، صندلی - جورج میچل، مین - سام نون، جورجیا - پل ساربانز، مریلند - هاول هفلین، آلاباما - دیوید بورن، اوکلاهما                                                                                 | - وارن رودمن، نیوهمپشایر، نایب رئیس - جیم مک کلور، آیداهو - اورین هچ، یوتا - بیل کوهن، مین - پل تریبل ویرجینیا                                        |
| اعضای مجلس نمایندگان | - لی همیلتون، ایندیانا، صندلی - دانته فاسل، فلوریدا، نایب رئیس - تام فولی، واشینگتن - پیتر رودینو، نیوجرسی - جک بروکس، تگزاس - لس آسپین، ویسکانسین - اد بولند، ماساچوست - اد جنکینز، جورجیا - لوئیس استوکس، اوهایو | - دیک چنی، وایومینگ، عضو رتبه‌بندی - ویلیام برومفیلد، میشیگان - هنری هاید، ایلینوی - جیم کورتر، نیوجرسی - بیل مک کولوم، فلوریدا - مایک دی واین، اوهایو |

## یافته‌ها

### گزارش اکثریت
گزارش اکثریت به این نتیجه رسید که "کارکنان شورای امنیت ملی برای انجام امور دولتی به احزاب خصوصی و کشورهای ثالث روی آوردند. بودجه رد شده توسط کنگره توسط دولت از کشورهای ثالث و شهروندان خصوصی به دست آمده است. فعالیت‌هایی که معمولاً توسط سرویس‌های اطلاعاتی حرفه ای انجام می‌شود - که پاسخگو هستند. به کنگره - به [ژنرال بازنشسته ریچارد] سکورد و [آلبرت] حکیم تحویل داده شدند.

### گزارش اقلیت
گزارش اقلیت تضاد بین قوه مجریه و مقننه را بر سر سیاست خارجی مقصر دانسته است: "دموکرات‌های کنگره سعی کردند از قوانین مبهم و دائماً در حال تغییر برای تحمیل سیاست‌هایی در آمریکای مرکزی استفاده کنند که فراتر از خود قانون بود. به نوبه خود، دولت تصمیم گرفت تا در چارچوب قانون کار کند. به جای تحمیل یک رویارویی علنی و اصولی که در درازمدت سالم‌تر می‌شد، قانون را به صورت پنهانی می‌خواند». [۱] نماینده هنری هاید، یکی از امضاکنندگان گزارش اقلیت، نوشت که «همه ما گاهی با تضاد بین حقوق و وظایف، بین انتخاب‌هایی که بد هستند و کمتر بد هستند، مواجه می‌شویم، و به سختی تصور اخلاقی را با برچسب زدن از بین می‌بریم. هر نادرستی و هر نیرنگی ظلم است."

### پیامد
ریچارد سکورد بعداً به دلیل شهادت دروغ در کمیته‌ها محاکمه شد.
در سال ۱۹۸۹ کمیته اطلاعات سنا بررسی کرد که چرا اسنادی که در محاکمه اولیور نورث ظاهر شده بود به کمیته‌ها ارائه نشده است. به این نتیجه رسید که عدم ارسال عمدی نبوده است.
در سال ۱۹۹۱ تحقیقات لارنس والش نشان داد که مقالات از کمیته‌های کنگره پنهان شده بود. این منجر به کیفرخواست برای جرایم مربوط به پنهانکاری علیه کاسپار واینبرگر، وزیر دفاع، کلر جورج، رئیس خدمات مخفی سیا، و دوان کلاریج، رئیس بخش اروپایی سیا شد. جورج در اواخر سال ۱۹۹۲ محکوم شد. محاکمه واینبرگر و کلاریج که قرار بود در اوایل سال ۱۹۹۳ برگزار شود، پس از عفو رئیس‌جمهور مستعفی جورج اچ. دبلیو بوش، تمام کسانی که در این امر دخیل بودند، متوقف شد.